# Saptapadi
Saptapadi (z sanskrytu: सप्तपदी, język malajalam: സപ്തപദി, język bengalski: সপ্তপদী, język kannada:ಸಪ್ತಪದಿ, język telugu: సప్తపది, oznacza siedem kroków) to najważniejszy obrządek podczas hinduskich zaślubin. Samo słowo oznacza siedem kroków, bo po zawiązaniu na szyi panny młodej mangalsutry para dokonuje siedmiu kroków wokół świętego ognia. Tym samym małżeństwo staje się faktem.